# Laguna de Contreras
Laguna de Contreras – gmina w Hiszpanii, w prowincji Segowia, w Kastylii i León, o powierzchni 19,29 km². W 2011 roku gmina liczyła 119 mieszkańców.